# Tokunagayusurika jacutica
Tokunagayusurika jacutica är en tvåvingeart som först beskrevs av Zvereva 1950.  Tokunagayusurika jacutica ingår i släktet Tokunagayusurika och familjen fjädermyggor. Inga underarter finns listade i Catalogue of Life.